# The Joker (canción)
«The Joker» es una canción de la Steve Miller Band, publicada en su álbum homónimo The Joker de 1973. La canción es una de dos en que la banda incluye la palabra neologismo “pompatus”. La canción alcanzó lo más alto en la lista de éxitos Billboard Hot 100 a principios de 1974.
Más de 16 años después, en septiembre de 1990, alcanzó el número uno en la lista de sencillos del Reino Unido durante cuatro semanas al ser utilizada en un anuncio de televisión de Levi's, por lo que obtuvo el récord del periodo más largo entre puestos más altos en las listas de éxitos en países al otro lado del Océano Atlántico.
La canción es a veces mal llamada "Space Cowboy" por la primera frase de la letra, se refiere a una canción anterior del mismo título del álbum de Miller, Brave New World. Las siguientes frases hacen referencia a otras dos canciones, "Gangster of Love" de Sailor, y "Enter Maurice" de Recall the Begining...A journey from Eden.
Durante la canción, Steve Miller hace referencia dos veces a textos de la canción "Lovey Dovey" de 1954 de The Clovers cuando canta "Really love your peaches, wanna shake your tree / Lovey dovey, lovey dovey all the time" (Me encantan tus melocotones, quiero agitar tu árbol / Lovey dovey, lovey dovey todo el tiempo); la segunda mención es durante el final de la canción.
La canción también es conocida por el silbido de lobo tocado en slide de guitarra después de la frase "some people call me Maurrice" (algunas personas me llaman Maurrice) y también después de la frase de "Lovey Dovey".

## Versiones
- La cantante canadiense K. D. Lang grabó la versión en su álbum Drag (1997) en el que todas las canciones refieren al consumo de tabaco o cigarrillos. La canción fue lanzada como sencillo.
- Fettes Brot realizó una versión alemana de la canción en 2001, retitulado como "The Grosser".
- Fatboy Slim versionó la canción en su álbum Palookaville del 2004, con la colaboración de Bootsy Collins en las voces. Esta versión alcanzó el número 32 en la lista de sencillos del Reino Unido en 2005.[2]
- En 2011, la banda estadounidense de post-grunge Puddle of Mudd grabó su versión en un álbum de covers Re:(disc)overed.
- Ace Frehley, ex guitarrista/vocalista de la banda de hard rock/heavy metal Kiss, versionó esta canción para su álbum del 2014 llamado "Space Invader" del cual salió como sencillo.

### Aparición en otros medios
- En la película del 2008, The Love Guru, es interpretada por Mike Myers y Manu Narayan al final de la cinta.
- En el episodio The Way We Was de Los Simpson emitido en 1991, Homer canta la canción mientras conduce.
- En el episodio That '70s Musical de That '70s Show, Hyde, Eric, Donna y Kelso cantan la canción en una fantasía de Fez.

## Posicionamiento en listas y certificaciones
| Lista (1973/1974)                     | Mejor posición |
| ------------------------------------- | -------------- |
| Estados Unidos (Billboard Hot 100)    | 1              |
| Canadá (RPM Top Singles)              | 2              |
| Países Bajos (Dutch Top 40)           | 18             |
| Lista (1990/1991)                     | Mejor posición |
| Alemania (Offizielle Deutsche Charts) | 7              |
| Austria (Ö3 Austria Top 40)           | 5              |
| Bélgica (Flandes) (Ultratop 50)       | 5              |
| Francia (SNEP)                        | 33             |
| Irlanda (IRMA)                        | 1              |
| Noruega (VG-lista)                    | 2              |
| Nueva Zelanda (Recorded Music NZ)     | 1              |
| Países Bajos (Dutch Top 40)           | 1              |
| Reino Unido (UK Singles Chart)        | 1              |
| Suecia (Sverigetopplistan)            | 4              |
| Suiza (Schweizer Hitparade)           | 5              |

| País           | Organismo certificador | Certificación  | Ref.   |
| -------------- | ---------------------- | -------------- | ------ |
| Estados Unidos | RIAA                   | Disco de Oro   | [ 16 ] |
| Reino Unido    | BPI                    | Disco de Plata | [ 17 ] |
| Suecia         | GLF                    | Disco de Oro   | [ 18 ] |

### Sucesión en listas
| Anterior: «Time in a Bottle» de Jim Croce                                  | Billboard Hot 100 — Sencillo Nro 1 12 de enero de 1974 — 18 de enero de 1974         | Siguiente: «Show and Tell» de Al Wilson    |
| Anterior: «Itsy Bitsy Teenie Weenie Yellow Polkadot Bikini» de Bombalurina | UK Singles Chart — Sencillo Nro 1 9 de septiembre de 1990 — 23 de septiembre de 1990 | Siguiente: «Show Me Heaven» de Maria McKee |